# بیمارستان گریت اورمند استریت
بیمارستان گریت اورمند استریت (انگلیسی: Great Ormond Street Hospital) بیمارستانی مختص کودکان در شهر لندن، پایتخت کشور انگلستان است که عمدهٔ شهرت آن به دلیل در اختیار داشتن حق مالکیت دائم کتاب پیتر پن است که در واپسین سال‌های عمر خالق آن جیمز بری به این بیمارستان اهدا شد.